# DHV Odense
DHV Odense est un club danois de volley-ball fondé en 1973 et basé à Odense, évoluant pour la saison 2017-2018 en 1. division damer.

## Palmarès
- Championnat du Danemark
  - Vainqueur : 2000, 2001, 2002, 2004.
  - Finaliste : 1978, 1997, 1998, 1999, 2003.
- Coupe du Danemark
  - Vainqueur : 1998, 2000, 2001, 2003.
  - Finaliste : 1997, 1999, 2002.

## Effectifs

### Saison 2015-2016
| No                         | Nom                        | Date de naissance          | Taille                         | Poids                          | Poste                          |
| -------------------------- | -------------------------- | -------------------------- | ------------------------------ | ------------------------------ | ------------------------------ |
| 1                          | Heidi Berg Andersen        | 4 mars 1986                | 162                            |                                | Libero                         |
| 2                          | Kirstine Bruun Bay Hoyer   | 24 janvier 1983            | 178                            |                                | Centrale                       |
| 3                          | Lulu Lyngholm              | 11 mars 1969               | 181                            |                                | Réceptionneuse-attaquante      |
| 5                          | Katrine Møllebæk Andersen  | 6 juin 1982                | 180                            |                                | Attaquante                     |
| 6                          | Sofie Holst Olsen          | 7 septembre 1995           | 181                            |                                | Centrale                       |
| 8                          | Maja Egelund Andreasson    | 23 janvier 1989            | 178                            |                                | Centrale                       |
| 10                         | Stine Ingemann Thomsen     | 26 avril 1987              | 164                            |                                | Libero                         |
| 11                         | Marie Salling              | 19 novembre 1985           | 173                            |                                | Réceptionneuse-attaquante      |
| 12                         | Sophie Jørgensen           | 22 juillet 1991            | 184                            |                                | Passeuse                       |
| 14                         | Nanna Gade                 | 24 novembre 1987           | 163                            |                                | Passeuse                       |
| 15                         | Berglind Jónsdóttir        | 9 novembre 1995            | 178                            | 65                             | Passeuse                       |
| 16                         | Andrea Jacobsen            | 15 avril 1987              | 180                            |                                | Centrale                       |
| 17                         | Freja Hvidtfeldt Foged     | 17 août 1995               | 180                            |                                | Réceptionneuse-attaquante      |
| 18                         | Tereza Kerpčárová          | 30 avril 1994              | 181                            |                                | Centrale                       |
|                            |                            |                            |                                |                                |                                |
| Encadrement technique      | Encadrement technique      |                            | Légende                        | Légende                        | Légende                        |
| Entraîneur : Alex Sørensen | Entraîneur : Alex Sørensen | Entraîneur : Alex Sørensen | : Capitaine                    | : Capitaine                    | : Capitaine                    |
| Entraîneur(s) adjoint(s) : | Entraîneur(s) adjoint(s) : | Entraîneur(s) adjoint(s) : | : Joueuse blessée actuellement | : Joueuse blessée actuellement | : Joueuse blessée actuellement |